# Brick Game

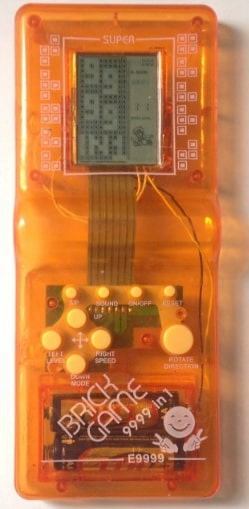
Un Brick Game transparente de color naranja.

El Brick Game —traducido al español como juego de ladrillos o juego de bloques— (llamado erróneamente Tetris, Atari, Pinball, Pinball de mano, Nintendo, Tetris del pueblo, Game Boy de los pobres, máquina china o maquinita china en algunos países de Hispanoamérica; y Tetris chino o Tetris de los chinos en España), es una consola de videojuegos portátil de origen chino, que se hizo muy popular en la década de 1990 como una opción bastante económica a la popular consola Game Boy ya que en su función, jugabilidad y apariencia no distaba mucho de su versión original. Su éxito y popularidad se debió a la emulación del popular juego Tetris, pero este no fue el único juego que se incluyó, otros juegos que se emularon de una manera básica y sencilla y se incluyeron en el catálogo para el Brick Game fueron Road Fighters, Arkanoid, Battle City, Frogger, Snake y Space Invaders entre otros. El origen de los llamados Brick Game se remonta a Japón, en 1996, el fabricante de periféricos para videojuegos GameTech lanzó tetrin 55 (テトリン55?), era una consola portátil que traía un clon de Tetris y juegos, debido al nombre, la empresa presentó una demanda por los derechos de marca. En 2020, GameTech lanzó una versión con licencia de Tetris, Tetris Mini.

## Origen
Según diversas fuentes, el Brick Game fue creado en 1994 por la compañía Million Star Corporation en Hong Kong.

## Apariencia
Su diseño se ha mantenido con el tiempo, siendo colorido, atractivo, sencillo y práctico, con cuerpo de plástico, pantalla LCD a blanco y negro sin retroiluminación, consta de 9 botones y necesita de dos pilas AA como fuente de energía. Actualmente se pueden encontrar en diferentes puntos de venta online y físicos, existiendo diseños diferentes que imitan físicamente a otras consolas portátiles como la PSP de Sony o la Nintendo DS, algunos modelos incluyen linterna, luz láser o radio FM.

## Venta
Hoy en día su función es la misma y su catálogo de juegos no ha cambiado, su precio aproximado es de $1 a $5 USD dependiendo el país de comercialización, con la promesa de traer entre 100 y 9999 juegos ordenados de forma alfabética de la A a la Z, pero lo cierto es que apenas trae entre 5 y 8 juegos diferentes (emulaciones de algunos juegos de Atari y Nintendo) los demás son variaciones en la dificultad, velocidad y disposición de estos, detalle que no le ha impedido ser un éxito de ventas a nivel mundial. Actualmente ha empezado a considerarse como un objeto de colección y especial estima para muchos.

## Galería

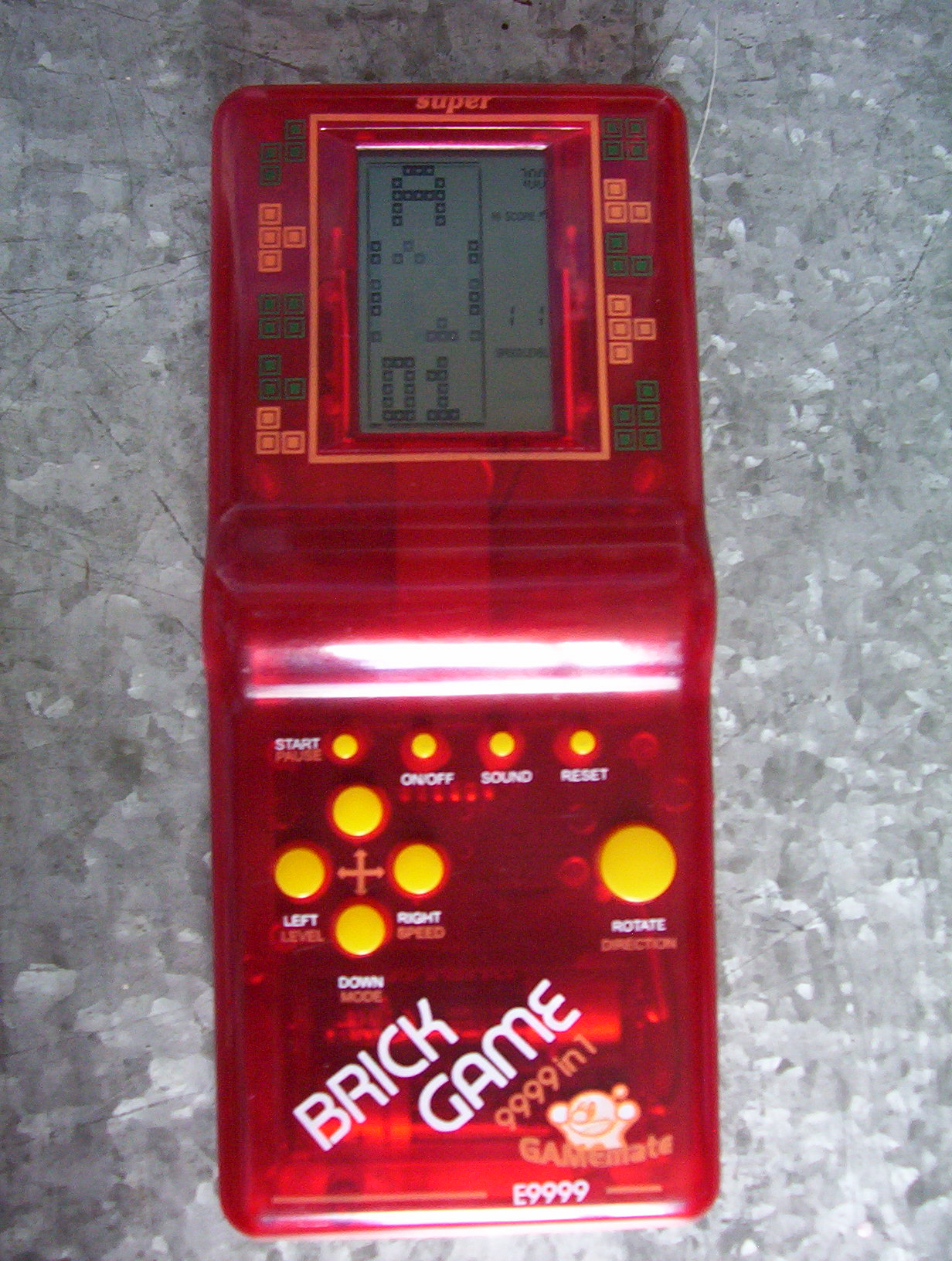
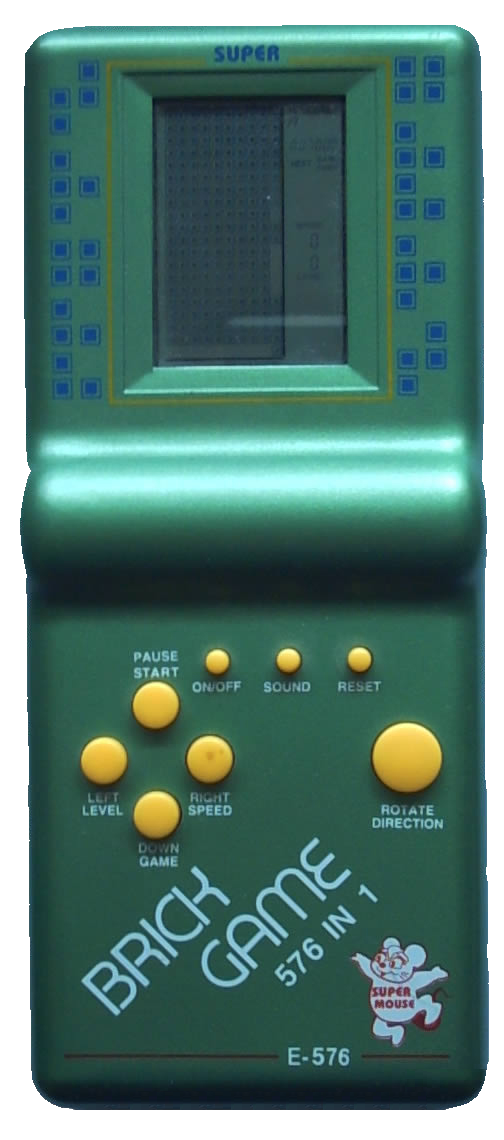
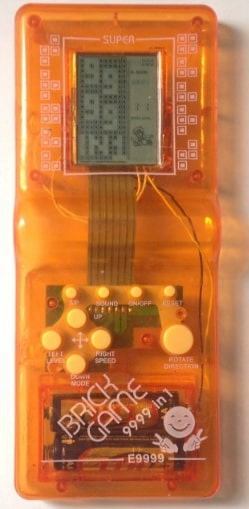
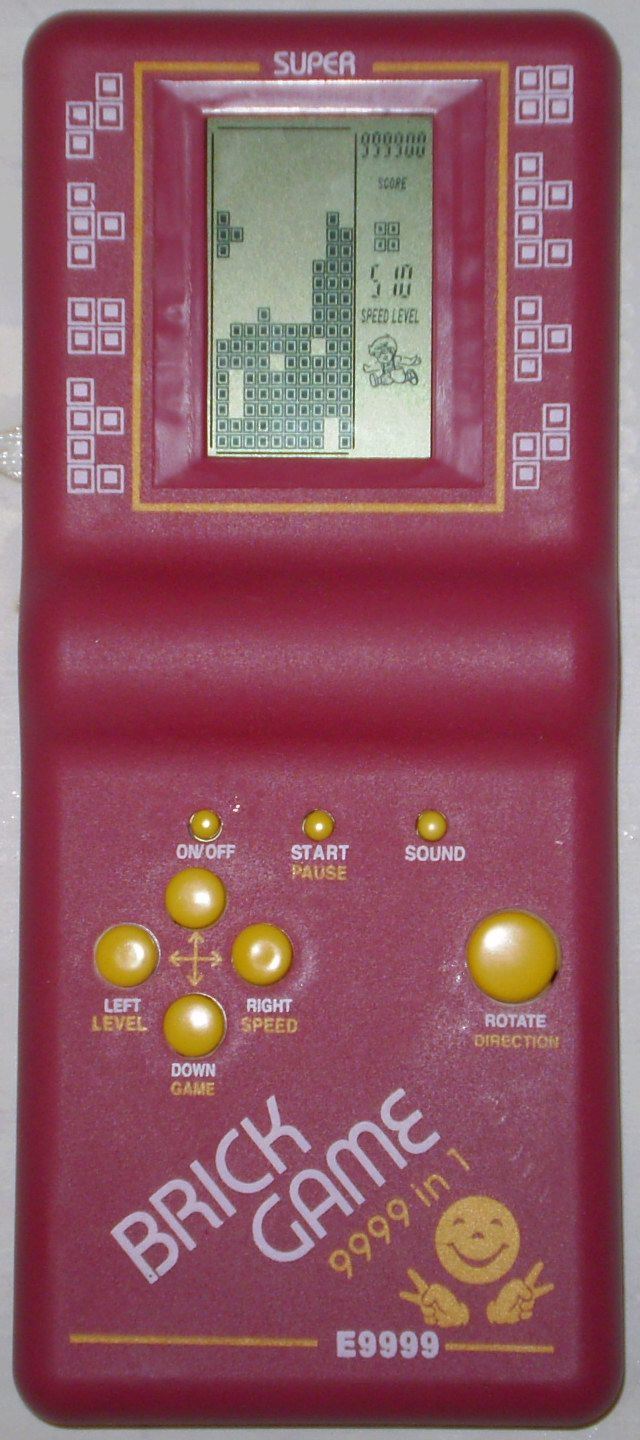
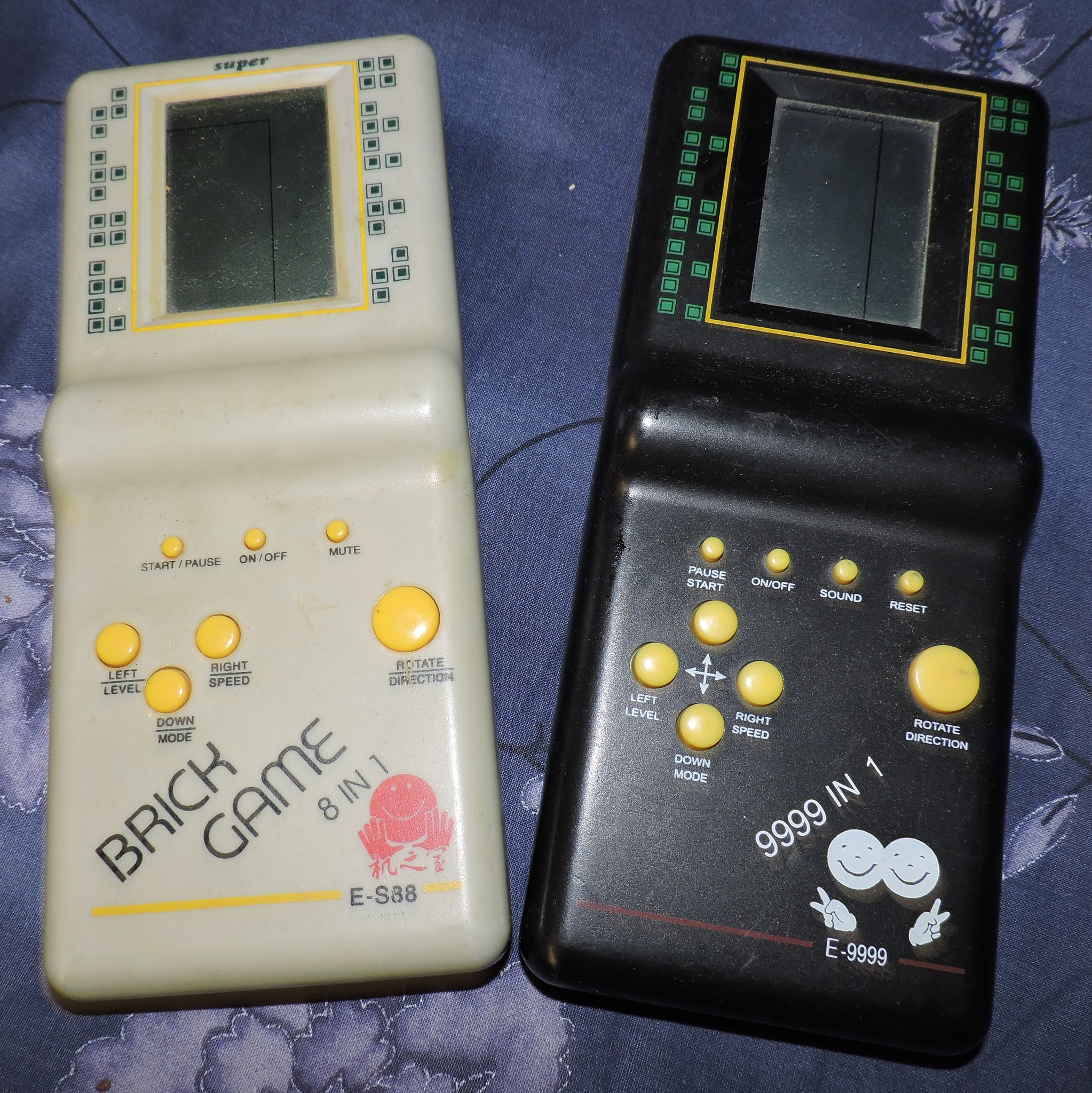
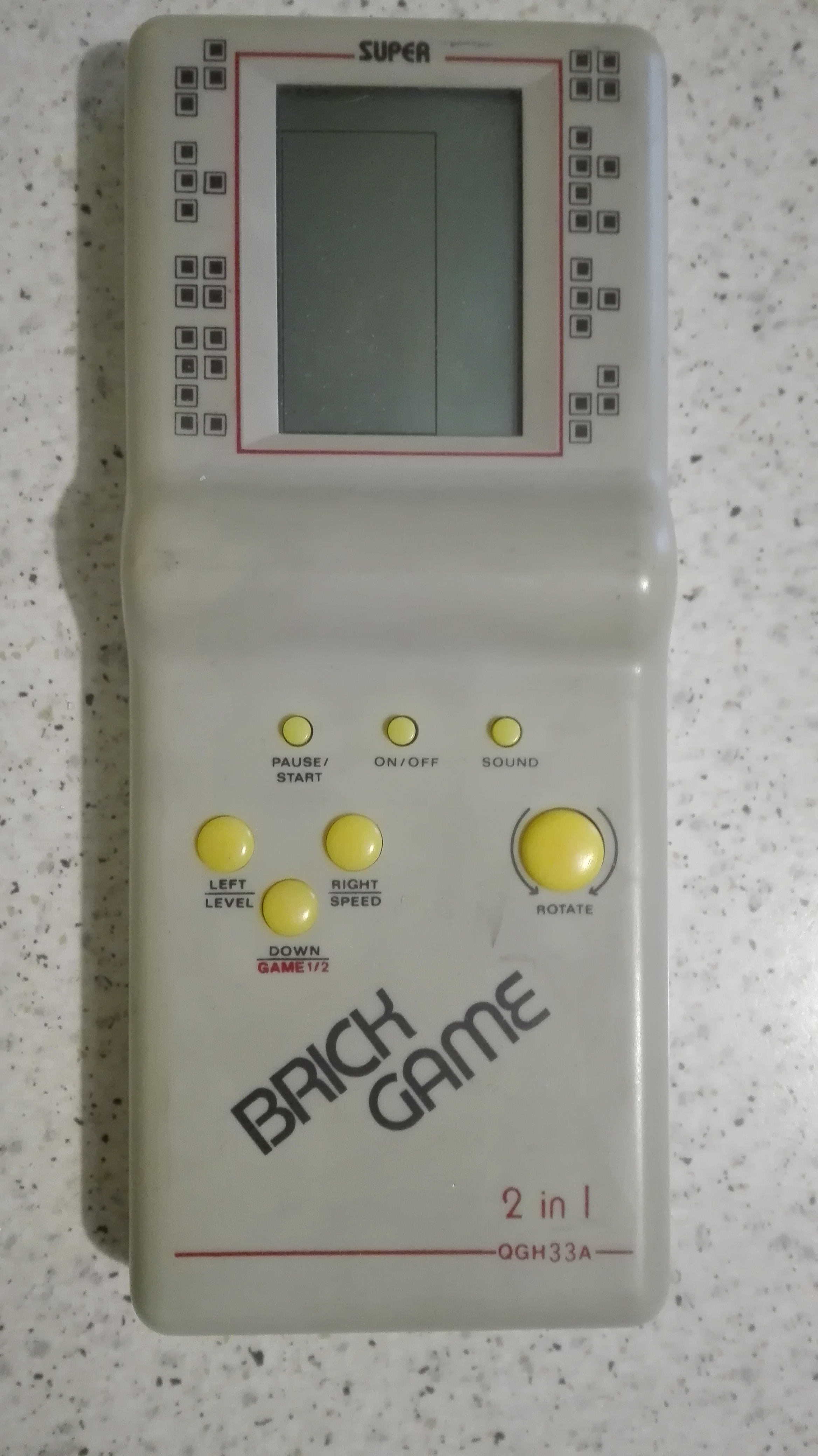
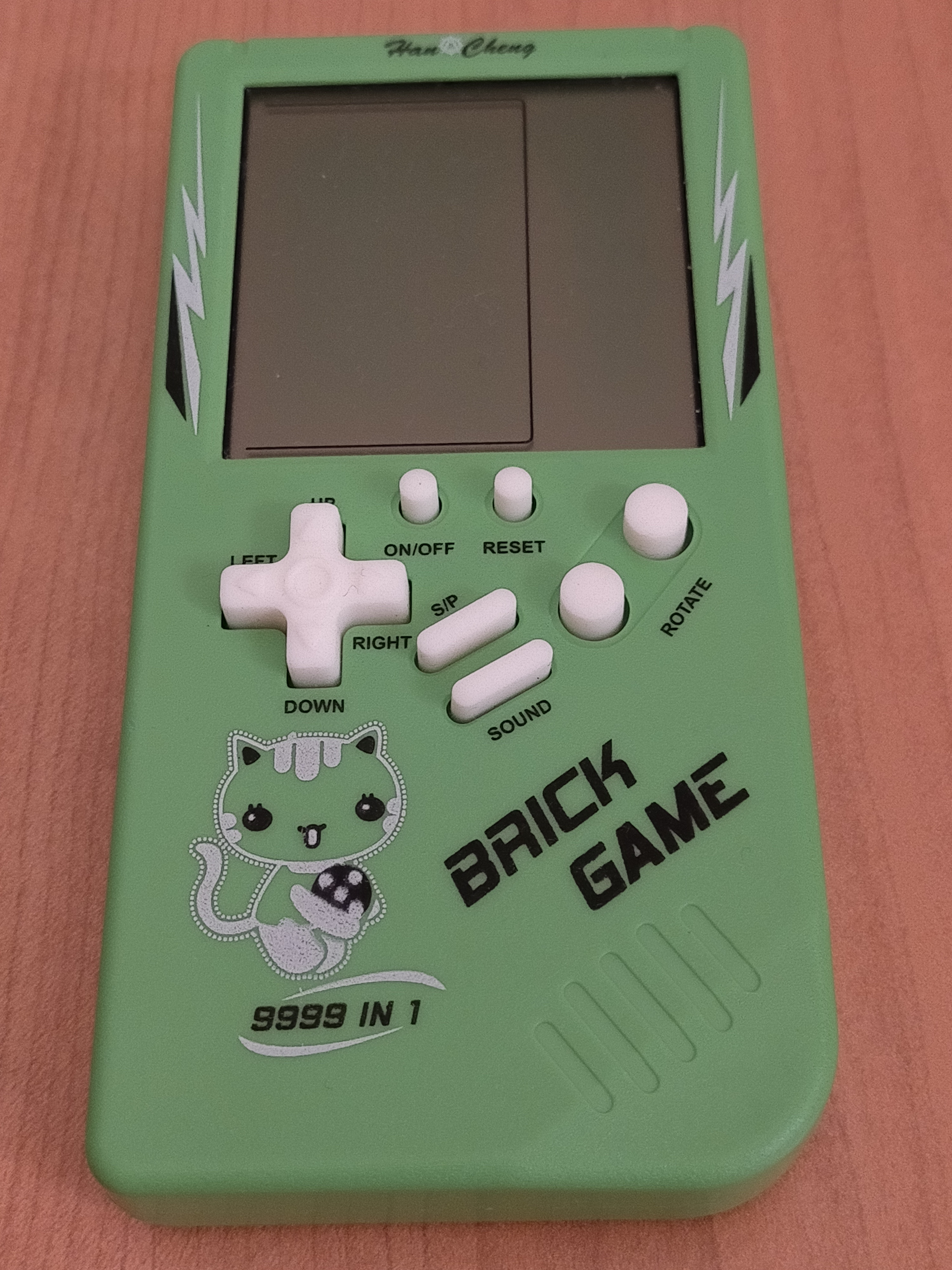